# 鈉離子電池
钠离子电池（英語：Sodium-ion battery），是一种以钠离子為電荷載體的充电电池，其工作原理及結構与锂离子电池相似，差別只在以在元素週期表同組、化學特性相近的钠取代鋰。
由於製造鋰離子電池所需的物料在資源分佈、價格及開採導致的環境破壞等問題，钠離子電池在2010年至2020年代被關注。鋰離子電池需要到的鋰、鈷、銅及鎳，在钠離子電池並不是必然需要。
钠離子電池的最大好處就是用作生產所需的資源蘊藏量豐富，但仍須要解決能量密度較低，充電週期較少的問題後才可實用化。

## 歷史
钠離子電池的研發在1970年代至1980年代間開始。但在1990年代，鋰離子電池顯得較有可能實用化，因而钠離子電池的研究就慢了下來。
自2010年代早期，因為製造鋰離子電池的成本上升，對钠離子電池的研究的投入開始增加。
2021年，寧德時代宣佈將會在年內投產自身研發的第一代钠离子电池，提供在有需要的使用場景中使用。能量密度160 Wh/kg，並預計可提高至 200 Wh/kg。預計到 2025 年，鈉離子電池容量將增至 10 GWh

## 原理
钠離子電池的負極由含有钠的物料造成，作為正極的物料則不一定需要含有钠，電解質是含有钠的極性質子溶劑或極性非質子溶劑。當充電時，钠離子由負極移動到正極，而電子則流經外部電路。當放電時則以相反過程進行。

## 优势與劣勢
由于钠离子比锂离子更大，所以相對於鋰離子電池，能量密度較低，因為钠离子电池使用的电极材料主要是钠盐，相较于锂盐而言储量更丰富，价格更低廉。此外，充電週期較少。但生產成本低，而且較安全。
|                                   | 钠離子電池                           | 鋰離子電池                                          | 鉛酸電池        |
| --------------------------------- | ------------------------------------ | --------------------------------------------------- | --------------- |
| 成本(美元，US$) / (千瓦·時，kWh ) | 40–77 (理論價-2019年)                | 137 (平均價-2020年).                                | 100–300         |
| 容積能量密度 (瓦·時/升，W·h/L)    | 250–375 , 原型數據                   | 200–683                                             | 80–90           |
| 比能 （瓦·時/公斤，W·h/kg）       | 75–200, 原型數據及產品公報           | 120–260                                             | 35–40           |
| 充電週期（放電深度80%）           | 數百至數千次                         | 3,500                                               | 900             |
| 安全性                            | 水性電池—低危險性, 钠碳電池—高危險性 | 高危險性                                            | 危險性一般      |
| 物料                              | 蘊藏量豐富                           | 蘊藏量稀少                                          | 有毒            |
| 週期穩定性                        | 高 (自放電低得可以忽略)              | 高 (自放電低得可以忽略)                             | 一般 (高自放電) |
| 儲能效率                          | 高至92%                              | 85–95%                                              | 70–90%          |
| 運作溫度範圍                      | −20 °C 至 60 °C                      | 最大範圍：−20 °C 至 60 °C. 最佳範圍：15 °C 至 35 °C | −20 °C 至 60 °C |